# El Portal
El Portal – wieś w Stanach Zjednoczonych, w stanie Floryda, w hrabstwie Miami-Dade.